# Jean-François Bautte
Jean-François Bautte (Ginevra, 22 marzo 1772 – Ginevra, 30 novembre 1837) è stato un orologiaio e gioielliere svizzero, famoso per aver creato la più completa manifattura orologiera dei suoi tempi.
Inoltre ha ideato orologi e gioielli per personalità del suo tempo, inventando l'orologio da polso ultrapiatto.

## Biografia
Nato in una famiglia di umili operai, Jean-François Bautte, restò orfano all'età di 12 anni e lavorò come apprendista imparando diversi mestieri: artigiano, incisore, orologiaio, gioielliere e orafo. Firmò le sue prime creazioni nel 1791. Il 1º agosto 1793, insieme a Jacques-Dauphin Moulinié, fondò l'azienda artigianale Moulinié & Bautte. Il 1º ottobre 1804, con l'arrivo di Jean-Gabriel Moynier, la ditta cambiò nome diventando la Moulinié, Bautte & Cie. I tre soci vendevano orologi e gioielli di propria fabbricazione. In quel periodo Jean-François Bautte diede vita allo stabilimento di Ginevra, in cui produceva ogni tipo di orologio tipici dell'epoca. Morì il 30 novembre 1837, ed è sepolto nel cimitero di Plainpalais a Ginevra.

## Creazioni
I laboratori di Jean-François Bautte erano situati intorno al negozio di Rue du Rhône. Insieme ai suoi collaboratori produceva orologi, gioielli e carillon. La sua specialità erano orologi a forma di strumenti musicali in miniatura, farfalle, fiori e persino un orologio dalla forma di una pistola che spruzzava profumo. Fu inoltre uno dei primi fabbricanti degli orologi da polso piatti, che divennero una delle sue creazioni più caratteristiche. Oltre a Ginevra, aprì negozi anche a Parigi e a Firenze. Commerciò anche con la Turchia, l'India e la Cina.
Celebrato per l'alta qualità delle sue creazioni, la sua popolarità varcò i confini svizzeri. Il nome di Bautte compare negli scritti di Alexandre Dumas padre, di John Ruskin e nelle “Lettres à l'étrangère” di Balzac. Fra i suoi clienti vantava la Regina Victoria e la Duchessa di Clermont-Tonnerre

## La successione
Il 20 dicembre 1837, suo figlio Jacques Bautte e il genero Jean-Samuel Rossel fondarono la Jean-François Bautte & Cie Company, una società che si occupava della vendita di orologi e gioielli artigianali. Nel 1906 la società fu acquistata da Constant Girard-Gallet, proprietario della maison svizzera Girard-Perregaux. Alcune delle sue creazioni sono esposte nel Museo Patek Philipe di Ginevra e nel museo Girard-Perregaux di La Chaux-de-Fonds.